# Vertiginidae
Vertiginidae (завиткові) — родина дрібних наземних равликів, що дихають повітрям з надродини Pupilloidea.

## Розповсюдження
Родина поширена в Північній півкулі: Північній Америці (60 видів), Євразії (30 видів), Північній і Центральній Африці (3–5 видів).

## Екологія
Населяє від лісів до напіввідкритих і відкритих місць проживання з різним субстратним покривом, рослинністю і вологістю. Харчуються равлики мікрофлорою — бактеріями і грибами, що ростуть на мертвих і живих рослинах.

## Систематика
Родина Vertiginidae
- Підродина Vertigininae
  - Триба Vertiginini
    - Рід завиток (Vertigo O. F. Müller, 1773)
- Підродина Nesopupinae
  -     - Bothriopupa Pilsbry, 1898
    - Costigo O. Boettger, 1891
    - Cylindrovertilla O. Boettger, 1881
    - Glandicula F. Sandberger, 1875 †
    - Helenopupa Pilsbry & C. M. Cooke, 1920
    - Indopupa Pilsbry & C. M. Cooke, 1920
    - Insulipupa Pilsbry & C. M. Cooke, 1920
    - Lyropupa Pilsbry, 1900
    - Minacilla H. Nordsieck, 2014 †
    - Negulopsis H. Nordsieck, 2014 †
    - Nesopupa Pilsbry, 1900
    - Nesopuparia Pilsbry, 1926
    - Nesopupilla Pilsbry & C. M. Cooke, 1920
    - Nesoropupa Gargominy, 2008
    - Paracraticula Oppenheim, 1890 †
    - Pronesopupa Iredale, 1913
    - Trigonopupa H. Nordsieck, 2014 †
- підродина невідома
  -     - Acmopupa O. Boettger, 1889 †
    - Propupa Stworzewicz & Pokryszko, 2006 †
    - Pseudelix O. Boettger, 1889 †
    - Tetoripupa Isaji, 2010 †
    - Sterkia Pilsbry, 1898